# Simophyllum microstomum
Simophyllum microstomum là một loài rêu trong họ Pottiaceae. Loài này được (Hedw.) Lindb. mô tả khoa học đầu tiên năm 1871.